# Stammi vicino (Rosanna Fratello)
Stammi vicino è un album del 1994 inciso da Rosanna Fratello per la Top Records, reduce dal Festival di Sanremo 1994, in veste di componente del gruppo Squadra Italia.
Album prodotto e scritto interamente da Luigi Albertelli.

## Tracce
1. Una vecchia canzone italiana (versione solista)
2. Troppo poco
3. Stammi vicino
4. C'era una volta
5. In questa notte strana
6. Domeniche
7. Sierra
8. Ragazzi italiani
9. So già che tu mi mancherai
10. Avventuriero